# Live...In the Heart of the City
 Live... In the Heart of the City – drugi album koncertowy grupy rockowej Whitesnake wydany w listopadzie 1980 roku.

W kwietniu 1987, po sprzedaży ponad 300 tys. egzemplarzy w Wielkiej Brytanii, nagrania uzyskały certyfikat platynowej płyty.

## Lista utworów

### Płyta pierwsza
Live in the Heart of the City (23/24 czerwca 1980):

#### Strona pierwsza
1. „Come on” (David Coverdale, Bernie Marsden) – 3:38
2. „Sweet Talker” (Coverdale, Marsden) – 4:16
3. „Walking in the Shadow of the Blues” (Coverdale, Marsden) – 5:00
4. „Love Hunter” (Coverdale, Micky Moody, Marsden) – 10:41

#### Strona druga
1. „Fool for Your Loving” (Coverdale, Moody, Marsden) – 4:58
2. „Ain't Gonna Cry No More” (Coverdale, Moody) – 6:21
3. „Ready an’ Willing” (Coverdale, Moody, Neil Murray, Jon Lord, Ian Paice) – 4:46

### Płyta druga
Live at Hammersmith (23 listopada 1978):

#### Strona pierwsza
1. „Take Me with You” (Coverdale, Moody) – 6:28
2. „Might Just Take Your Life” (Coverdale, Ritchie Blackmore, Lord, Paice) – 5:35
3. „Lie Down” (Coverdale, Moody) – 4:41
4. „Ain't No Love in the Heart of the City” (Michael Price, Dan Walsh) – 6:03

#### Strona druga
1. „Trouble” (Coverdale, Marsden) – 4:51
2. „Mistreated” (Coverdale, Blackmore) – 10:49

## Twórcy
- David Coverdale – wokal
- Micky Moody – gitara
- Bernie Marsden – gitara
- Neil Murray – bas
- Jon Lord – Keyboard
- Dave Dowle – perkusja
- Ian Paice – perkusja